# ブライアン・ハート (企業)
ブライアン・ハート・リミテッド（Brian Hart Ltd.）は、イギリス人のエンジニア、ブライアン・ハートが設立したレーシングエンジンの製造メーカー。1969年から1999年まで活動していた。設立当時のF2用のFVAのチューニングから事業を開始し、最終的にはフォーミュラ1（F1）にエンジンを供給していた企業である。157レースにおいて、のべ368台のマシンに搭載されていた。

## ブライアン・ハートが携わったエンジン

### FVA
FVAはコスワースがフォード・コーティナGTのブロックを大幅改造して開発した直列4気筒のフォーミュラ2（F2）用1,600 ccの純粋レーシングエンジン。
ブライアン・ハートは、このエンジンのレーシングサービスを実施した。

### BDA
コスワースがフォードの「市販車搭載が前提でモータースポーツにも使用可能」という依頼を受けて、フォードの鋳鉄製のケントブロックのボア×ストロークを変更せずに開発したエンジン。
1967年に開発を着手し、1969年にフォード・エスコートRS1600に搭載して市販を開始。
コスワースは、BDAの開発を行なったが当時F1用のDFVの製造に多忙を極めていた。そのためBDAのレース用の開発は、コスワース以外の会社が受け持つことになった。また、F2エンジン規定が1972年から「量産車のシリンダブロックを使用した2,000 cc」に変更になった。
フォード系のエンジンチューナは、この規定に対してBDAの排気量拡大で対応しようと試みたが、ブライアン・ハートは、オリジナルの鋳鉄ブロックでは排気量拡大は不可能と見切りを付け、ブロック材質をアルミ合金に変更しシリンダーの1番と2番、3番と4番の間隔をつめ"サイアミーズ型”として内側をめっきしたライナーをはめ込んで2,000 ccとしたブロックを試作した。このブロックは、オリジナルのケントブロックより軽量化がされていた。
このアルミブロックはフォードの目に止まり、早速エスコートRSの後期型に採用したが、コスワースは高く評価しなかった。
ブライアン・ハートは、このアルミブロックを使用したBDAを2,000 ccにまで拡大して、F2と2,000 ccスポーツカーレースに投入した。
ハート420Sと呼ばれるこのエンジンは、シリンダ間の隙間が狭いためシリンダ間にウオータジャケットを設けることができなかった。またピストンリングが直接シリンダブロックを摺動するのでシリンダの摩耗が激しく、寿命が短いという欠点があった。そのためF2や2,000 ccスポーツカーレースでBMW・M12エンジンが調子を上げてくると優位性を保つことが難かしくなった。

### ハート420R
1972年のF2エンジン規定の「量産車のシリンダブロックを使用した2,000 cc」は、F2エンジン用エンジンのコスト削減を主目的として制定されたが、量産ブロックをレース用にチューニングするのに手間がかかり、以前の規定より高価なエンジンになった。また量産車を製造するメーカーも、F2エンジンの製造に積極的に関わるメーカーが非常に少なかった。
そのため国際自動車連盟（FIA）は、1975年からF2エンジン規定から量産車のシリンダブロック使用を除外して、2,000 cc以下の純レーシングエンジンの使用を認めた。
ブライアン・ハートは、この規定変更に伴い自社開発の420Sの欠点を改良したエンジンを420Rとして自社開発し販売を行なった。
420Sの欠点は、シリンダーブロックが1,600 ccから発展してきたところにある。そのためボアピッチを広げ、当初から排気量を2,000 ccとしたアルミブロックを開発した。この新規開発のブロックは、シリンダ間にウォータジャケットを設け、各シリンダに専用のシリンダーライナーを設け摩耗を抑えBMWなみの寿命を確保した。
ボアXストロークは、93.x72.6 mmで排気量1994 ㏄。420Sよりもボアを広くして、排気量を2,000 ㏄に近づけた。（420Sの排気量は、1,975 ㏄）バルブ駆動方法は、420Sと同じベルトドライブを採用し、ピストンは、ドイツのマーレ製で、燃料噴射にルーカスを採用した。
出力は、約305馬力/9,500 rpmで10,000 rpmまでの回転を確保した。
1980年にトールマン・チームで欧州F2選手権でチャンピオンを獲得した。しかしながら、1981年以降は、F1用の415Tの開発に専念したため、F2での出力向上の要望に対応ができなくなった。

### ハート415T
1981年にブライアン・ハートが開発したF1用の1,500 ccのターボチャージドエンジンで、F2エンジン用の2,000 ccエンジン（ハート・420R）をスケールダウンして1,500 ccにして、ターボチャージャを搭載した。
この手法は、ホンダやBMWも採用した。ターボチャージドF1エンジンは、自動車メーカが主導権をもって開発を行い、プライベートで開発を行なったのはブライアン・ハートのみであった。
ハート415Tは、エンジンの開発途上で前期仕様と後期仕様の2つのバージョンが存在する。
前期仕様は、1981年にトールマン・TG181に搭載された。
ハート420Rのブロックを活用して、ボアXストークを89.2x60 mmで排気量1,499 ㏄として、KKKのターボチャージャー1個をアルミのシリンダーヘッドに組み合わせ、ベルトドライブで、約557馬力/9,500  rpmを出した。
通常のエンジンは、シリンダブロックとシリンダヘッドの間にガスケットを挟み混合気漏れを防止する。ホンダやBMWの鋳鉄製ブロックを採用したエンジンでは発生しなかったヘッドガスケットの吹き抜けが、アルミブロックの415Tでは多発した。
また　ハートにとっては、初めてのターボチャージャー使用であったので、その特性を十分に把握していなかった。また　シャーシの構造上の問題で、ラジエターやダクト類の拡大ができなかったので、オーバーヒートが多発した。エンジン本体のみならず、ターボチャージャー自体のオーバーヒートという事態が、わからずに対策に苦労した。
ブライアン・ハートは、この解決策としてモノブロックという手法を開発した。モノブロックは、シリンダブロックとシリンダヘッドを一体成型する方法で、エンジン剛性が向上する。この手法を採用後、415Tの信頼性は向上した。
後期仕様は、前期仕様の改善版として、1983年に登場した。
アルミ製のモノブロックとして、シリンダーブロックとシリンダーヘッドを一体成型して、エンジン剛性を上げて、クーラントやブースト圧力および燃焼リークを防ぎ、高出力を出せるようにした。
ボアXストロークは、88X61.55mmで排気量1459㏄とした。ターボチャージャーは、イギリスのホルセットの1個使いに変更した。
また、燃焼室の点火プラグを2本にして、ハート独自のエンジン管理システムで制御するようにした。燃料供給もイタリアのマレリに変更して、出力625 - 820馬力/10,500 rpmに仕立て上げた。ブライアン・ハートは、エンジン管理システムの開発にあたって、ドライバーのアイルトン・セナに、走行中のエンジン状況の報告を求め、その内容とアイルトン・セナの要求する内容を満たすように開発を行った。
ハート415Tは、当初は、トールマンに供給したが、トールマンは、後期仕様の途中にBMWへ移行したが、最終的には、RAM、スピリット、ローラの3チームに供給することになった。

### DFZ・DFR
1987年にF1のエンジン規定の一部が改訂になり、1,500 ccのターボチャージドエンジンに対して自然吸気（NA）の排気量が3,000 ccから3,500 ccへ拡大される。
この規定変更に対してコスワースは、3,000 ccのDFVをベースとしたエンジンを急遽開発してF1チームの要請に対応し、1987年からDFZと称されるエンジンのカスタマー供給を開始し、1988年にはベネトンへワークスエンジンとしてDFRエンジンの供給を開始した。
その一方で、コスワースは本格的に3,500 ccに対応したエンジンであるHBエンジンの開発を1987年から開始しており、HBの開発にコスワースが専念するために、ブライアン・ハートにDFZおよびDFRのチューニングを依頼することとなった。
1989年にF1エンジン規定が改訂になり、ターボが禁止になりNAの3,500 ccに統一、さらにHBの運用開始に伴ってDFRのカスタマー供給が開始され、DFRを使用するチームは参加全20チーム中10チームになり、そのうち3チームがブライアン・ハートとエンジンチューニングの契約を結んだ。
しかし、ハートによるチューンアップを以てしてもターボ廃止後のエンジン開発戦争の勢いは凄まじく、競争力を失ったDFRは1992年シーズンを以てコスワースからの部品供給が停止、HBエンジンのカスタマー化、また後述の自社供給の再開などの事情もあって、DFRのチームへの供給も同年限りで幕を下ろした。

### ハート1035
1993年にブライアン・ハートが販売を開始したオリジナルのF1用72度V10のエンジン。

### ハート830
1995年にF1エンジン規定が3,000 ccに改訂される。この規定に対応するためにブライアン・ハートが開発したコンパクトで信頼性の高いV8エンジン。ハート1035をベースに、2気筒削除したエンジン。

### アロウズV10
1998年にアロウズとエンジン供給契約を結び開発したV10エンジン。エンジン名称は"アロウズ"となったが、実質的には1994年のハート1035の改良版。1999年、アロウズ自体の運用資金が尽きたためアロウズV10は開発がストップする。

## F1での実績
1970年代にはあらゆるモータースポーツ分野において、イギリスの独立系レーシングチームが搭載するエンジンのチューニングを生業としていた。
1979年から1980年シーズンにかけては、トールマンのためにF2エンジンを製作し、これによって同チームはイギリスF2を席巻した。
1981年、ハートはトールマンとともに、1,500 cc直列4気筒ターボエンジン（型式名:415T）を擁してF1へと進出した。しかしこの年の結果は惨憺たるものだった。ブライアン・ハートの小規模な企業だったハート社は、潤沢な資金を持ったチームと対等に戦うことは難しく、同チームのマシンはわずか2レースで予選通過するのが精一杯だった。
しかしその後ハートの状況は好転し、1984年のモナコGPではアイルトン・セナが2位に入賞する活躍を見せ、5年にわたるトールマンとの関係で最高の結果を残した。
1985年ドイツグランプリでは、テオ・ファビがトールマン・ハートを駆って初のポールポジションを獲得した。
この時期、ハートエンジンは他に3チームが搭載していた。1984年から1985年にかけてはRAMとスピリットに供給、また1985年から1986年にはハース・ローラに搭載されていた。これらのチームはいずれも目だった成績を残さなかったが、ハートは低予算で最高の仕事をこなすという評価を得るに至った。
F1でターボエンジンが禁止になると、ハートは1990年から1991年シーズンにかけて多くのF1チームが用いていたDFR V8エンジンのチューニングを行っていった。1990年はティレルのジャン・アレジをアメリカとモナコの2レースで2位表彰台へと押し上げた。しかし1991年はラルースをはじめとする弱小チームへの供給のみとなる。登場から20年以上が経っているエンジンでは最新型のワークスエンジンを搭載チームと対抗するにも供給しているチームの規模と、そこから得られる資金もあまりにも少なく、またパワーを引き出す為にはベースエンジンの限界を超えたチューニングをするしか方法が無く、その結果エンジンの信頼性が著しく落ちてしまいエンジントラブルの連続となった。
1993年、ハートは3,500 cc V10エンジンを自製してF1に復帰した。ジョーダンとの間で2年契約を結び、1994年のパシフィックGPではルーベンス・バリチェロが3位に入賞するという成功を得た。またベルギーGPの雨の予選でバリチェロが自身初となるポールポジションを獲得した。
1995年にF1のエンジン規定が3,000 ccに変更されると、ハートはV8エンジンへと移行した。このエンジンは翌年までアロウズに供給され、1995年のオーストラリアGPではジャンニ・モルビデッリが3位表彰台を獲得した。
1997年にはこれらのエンジンはミナルディに買い取られたが、ブライアン・ハート自身はヤマハのV10エンジン・OX11Aの設計に携わった。
1997年終盤、トム・ウォーキンショーは同社を買収し、彼のF1チームに合わせてブランドをアロウズに変更した。1998年から1999年シーズンにかけては、「アロウズV10」として出走し、1998年のモナコGPではミカ・サロが4位入賞を果たした。しかし、開発が思うように進められなかったため、ブライアン・ハートは1999年にアロウズを去り、そしてアロウズが2000年シーズンにスーパーテックのエンジンを使用する決断をするに至って、ハート社の業務は終了した。
ハートエンジンを搭載したマシンは、結局F1グランプリで勝利することはなかった。しかし多くのドライバーが経歴の一時期においてハートエンジンを使用していた。主なドライバーには、ヤルノ・トゥルーリ、エディ・アーバイン、アイルトン・セナ、ルーベンス・バリチェロ、デレック・ワーウィック、鈴木亜久里、井上隆智穂らがいる。

## F1における全成績
(key) （太字はポールポジション、斜体はファステストラップ）
| 年     | エントラント                                                                    | シャシー                                                | エンジン          | タイヤ | ドライバー                     | 1   | 2   | 3    | 4   | 5   | 6    | 7   | 8   | 9   | 10  | 11  | 12  | 13  | 14  | 15  | 16  | 17  | 順位 | ポイント |
| ------ | ------------------------------------------------------------------------------- | ------------------------------------------------------- | ----------------- | ------ | ------------------------------ | --- | --- | ---- | --- | --- | ---- | --- | --- | --- | --- | --- | --- | --- | --- | --- | --- | --- | ---- | -------- |
| 1981年 | キャンディ・トールマン・モータースポーツ                                        | トールマン・TG181                                       | 415T 1.5 S4 (t/c) | P      |                                | USW | BRA | ARG  | SMR | BEL | MON  | ESP | FRA | GBR | GER | AUT | NED | ITA | CAN | LVS |     |     | NC   | 0        |
| 1981年 | キャンディ・トールマン・モータースポーツ                                        | トールマン・TG181                                       | 415T 1.5 S4 (t/c) | P      | ブライアン・ヘントン           |     |     |      | DNQ | DNQ | DNPQ | DNQ | DNQ | DNQ | DNQ | DNQ | DNQ | 10  | DNQ | DNQ |     |     | NC   | 0        |
| 1981年 | キャンディ・トールマン・モータースポーツ                                        | トールマン・TG181                                       | 415T 1.5 S4 (t/c) | P      | デレック・ワーウィック         |     |     |      | DNQ | DNQ | DNPQ | DNQ | DNQ | DNQ | DNQ | DNQ | DNQ | DNQ | DNQ | Ret |     |     | NC   | 0        |
| 1982年 | キャンディ・トールマン・モータースポーツ トールマン・グループ・モータースポーツ | トールマン・TG181B トールマン・TG181C トールマン・TG183 | 415T 1.5 S4 (t/c) | P      |                                | RSA | BRA | USW  | SMR | BEL | MON  | DET | CAN | NED | GBR | FRA | GER | AUT | SUI | ITA | LVS |     | NC   | 0        |
| 1982年 | キャンディ・トールマン・モータースポーツ トールマン・グループ・モータースポーツ | トールマン・TG181B トールマン・TG181C トールマン・TG183 | 415T 1.5 S4 (t/c) | P      | デレック・ワーウィック         | Ret | DNQ | DNPQ | Ret | Ret | DNQ  | WD  |     | Ret | Ret | 15  | 10  | Ret | Ret | Ret | Ret |     | NC   | 0        |
| 1982年 | キャンディ・トールマン・モータースポーツ トールマン・グループ・モータースポーツ | トールマン・TG181B トールマン・TG181C トールマン・TG183 | 415T 1.5 S4 (t/c) | P      | テオ・ファビ                   | DNQ | DNQ | DNQ  | NC  | Ret | DNPQ | WD  |     | DNQ | Ret | Ret | DNQ | Ret | Ret | Ret | DNQ |     | NC   | 0        |
| 1983年 | キャンディ・トールマン・モータースポーツ                                        | トールマン・TG183B                                      | 415T 1.5 S4 (t/c) | P      |                                | BRA | USW | FRA  | SMR | MON | BEL  | DET | CAN | GBR | GER | AUT | NED | ITA | EUR | RSA |     |     | 9th  | 10       |
| 1983年 | キャンディ・トールマン・モータースポーツ                                        | トールマン・TG183B                                      | 415T 1.5 S4 (t/c) | P      | デレック・ワーウィック         | 8   | Ret | Ret  | Ret | Ret | 7    | Ret | Ret | Ret | Ret | Ret | 4   | 6   | 5   | 4   |     |     | 9th  | 10       |
| 1983年 | キャンディ・トールマン・モータースポーツ                                        | トールマン・TG183B                                      | 415T 1.5 S4 (t/c) | P      | ブルーノ・ジャコメリ           | Ret | Ret | 13   | Ret | DNQ | 8    | 9   | Ret | Ret | Ret | Ret | 13  | 7   | 6   | Ret |     |     | 9th  | 10       |
| 1984年 | スコール・バンディット・フォーミュラ1・チーム                                   | RAM・01 RAM・02                                         | 415T 1.5 S4 (t/c) | P      |                                | BRA | RSA | BEL  | SMR | FRA | MON  | CAN | DET | DAL | GBR | GER | AUT | NED | ITA | EUR | POR |     | NC   | 0        |
| 1984年 | スコール・バンディット・フォーミュラ1・チーム                                   | RAM・01 RAM・02                                         | 415T 1.5 S4 (t/c) | P      | フィリップ・アリオー           | Ret | Ret | DNQ  | Ret | Ret | DNQ  | 10  | Ret | DNS | Ret | Ret | 11  | 10  | Ret | Ret | Ret |     | NC   | 0        |
| 1984年 | スコール・バンディット・フォーミュラ1・チーム                                   | RAM・01 RAM・02                                         | 415T 1.5 S4 (t/c) | P      | ジョナサン・パーマー           | 8   | Ret | 10   | 9   | 13  | DNQ  |     | Ret | Ret | Ret | Ret | 9   | 9   | Ret | Ret | Ret |     | NC   | 0        |
| 1984年 | スコール・バンディット・フォーミュラ1・チーム                                   | RAM・01 RAM・02                                         | 415T 1.5 S4 (t/c) | P      | マイク・サックウェル           |     |     |      |     |     |      | Ret |     |     |     |     |     |     |     |     |     |     | NC   | 0        |
| 1984年 | トールマン・グループ・モータースポーツ                                          | トールマン・TG183B トールマン・TG184                    | 415T 1.5 S4 (t/c) | P M    | アイルトン・セナ               | Ret | 6   | 6    | DNQ | Ret | 2    | 7   | Ret | Ret | 3   | Ret | Ret | Ret |     | Ret | 3   |     | 7th  | 16       |
| 1984年 | トールマン・グループ・モータースポーツ                                          | トールマン・TG183B トールマン・TG184                    | 415T 1.5 S4 (t/c) | P M    | ジョニー・チェコット           | Ret | Ret | Ret  | NC  | Ret | Ret  | 9   | Ret | Ret | DNQ |     |     |     |     |     |     |     | 7th  | 16       |
| 1984年 | トールマン・グループ・モータースポーツ                                          | トールマン・TG183B トールマン・TG184                    | 415T 1.5 S4 (t/c) | P M    | ステファン・ヨハンソン         |     |     |      |     |     |      |     |     |     |     |     |     |     | 4   | Ret | 11  |     | 7th  | 16       |
| 1984年 | トールマン・グループ・モータースポーツ                                          | トールマン・TG183B トールマン・TG184                    | 415T 1.5 S4 (t/c) | P M    | ピエルルイジ・マルティニ       |     |     |      |     |     |      |     |     |     |     |     |     |     | DNQ |     |     |     | 7th  | 16       |
| 1984年 | スピリット・レーシング                                                          | スピリット・101                                         | 415T 1.5 S4 (t/c) | P      | マウロ・バルディ               | Ret | 8   | Ret  | 8   | Ret | DNQ  |     |     |     |     |     |     |     |     | 8   | 15  |     | NC   | 0        |
| 1984年 | スピリット・レーシング                                                          | スピリット・101                                         | 415T 1.5 S4 (t/c) | P      | ヒューブ・ロテンガッター       |     |     |      |     |     |      | NC  |     | Ret | NC  | 9   | NC  | Ret |     |     |     |     | NC   | 0        |
| 1985年 | スコール・バンディット・フォーミュラ1・チーム                                   | RAM・03                                                 | 415T 1.5 S4 (t/c) | P      |                                | BRA | POR | SMR  | MON | CAN | DET  | FRA | GBR | GER | AUT | NED | ITA | BEL | EUR | RSA | AUS |     | NC   | 0        |
| 1985年 | スコール・バンディット・フォーミュラ1・チーム                                   | RAM・03                                                 | 415T 1.5 S4 (t/c) | P      | マンフレッド・ヴィンケルホック | 13  | Ret | Ret  | DNQ | Ret | Ret  | 12  | Ret | Ret |     |     |     |     |     |     |     |     | NC   | 0        |
| 1985年 | スコール・バンディット・フォーミュラ1・チーム                                   | RAM・03                                                 | 415T 1.5 S4 (t/c) | P      | フィリップ・アリオー           | 9   | Ret | Ret  | DNQ | Ret | Ret  | Ret | Ret | Ret | Ret | Ret | Ret | Ret | Ret |     |     |     | NC   | 0        |
| 1985年 | スコール・バンディット・フォーミュラ1・チーム                                   | RAM・03                                                 | 415T 1.5 S4 (t/c) | P      | ケネス・アチソン               |     |     |      |     |     |      |     |     |     | Ret | DNQ | Ret |     |     |     |     |     | NC   | 0        |
| 1985年 | トールマン・グループ・モータースポーツ                                          | トールマン・TG185                                       | 415T 1.5 S4 (t/c) | P      | ステファン・ヨハンソン         | WD  | WD  | WD   |     |     |      |     |     |     |     |     |     |     |     |     |     |     | NC   | 0        |
| 1985年 | トールマン・グループ・モータースポーツ                                          | トールマン・TG185                                       | 415T 1.5 S4 (t/c) | P      | テオ・ファビ                   |     |     |      | Ret | Ret | Ret  | 14  | Ret | Ret | Ret | Ret | 12  | Ret | Ret | Ret | Ret |     | NC   | 0        |
| 1985年 | トールマン・グループ・モータースポーツ                                          | トールマン・TG185                                       | 415T 1.5 S4 (t/c) | P      | ジョン・ワトソン               | WD  | WD  | WD   |     |     |      |     |     |     |     |     |     |     |     |     |     |     | NC   | 0        |
| 1985年 | トールマン・グループ・モータースポーツ                                          | トールマン・TG185                                       | 415T 1.5 S4 (t/c) | P      | ピエルカルロ・ギンザーニ       |     |     |      |     |     |      |     |     |     | DNS | Ret | DNS | Ret | Ret | Ret | Ret |     | NC   | 0        |
| 1985年 | スピリット・エンタープライズ Ltd                                                | スピリット・101D                                        | 415T 1.5 S4 (t/c) | P      | マウロ・バルディ               | Ret | Ret | Ret  | WD  |     |      |     |     |     |     |     |     |     |     |     |     |     | NC   | 0        |
| 1985年 | チーム・ハース (USA) Ltd                                                        | ローラ・THL1                                            | 415T 1.5 S4 (t/c) | G      | アラン・ジョーンズ             |     |     |      |     |     |      |     |     |     |     |     | Ret |     | Ret | DNS | Ret |     | NC   | 0        |
| 1986年 | チーム・ハース (USA) Ltd                                                        | ローラ・THL1                                            | 415T 1.5 S4 (t/c) | G      |                                | BRA | ESP | SMR  | MON | BEL | CAN  | DET | FRA | GBR | GER | HUN | AUT | ITA | POR | MEX | AUS |     | NC   | 0        |
| 1986年 | チーム・ハース (USA) Ltd                                                        | ローラ・THL1                                            | 415T 1.5 S4 (t/c) | G      | アラン・ジョーンズ             | Ret | Ret |      |     |     |      |     |     |     |     |     |     |     |     |     |     |     | NC   | 0        |
| 1986年 | チーム・ハース (USA) Ltd                                                        | ローラ・THL1                                            | 415T 1.5 S4 (t/c) | G      | パトリック・タンベイ           | Ret | 8   | Ret  |     |     |      |     |     |     |     |     |     |     |     |     |     |     | NC   | 0        |
| 1993年 | サソル・ジョーダン                                                              | ジョーダン・193                                         | 1035 3.5 V10      | G      |                                | RSA | BRA | EUR  | SMR | ESP | MON  | CAN | FRA | GBR | GER | HUN | BEL | ITA | POR | JPN | AUS |     | 11th | 3        |
| 1993年 | サソル・ジョーダン                                                              | ジョーダン・193                                         | 1035 3.5 V10      | G      | ルーベンス・バリチェロ         | Ret | Ret | 10   | Ret | 12  | 9    | Ret | 7   | 10  | Ret | Ret | Ret | Ret | 13  | 5   | 11  |     | 11th | 3        |
| 1993年 | サソル・ジョーダン                                                              | ジョーダン・193                                         | 1035 3.5 V10      | G      | イヴァン・カペリ               | Ret | DNQ |      |     |     |      |     |     |     |     |     |     |     |     |     |     |     | 11th | 3        |
| 1993年 | サソル・ジョーダン                                                              | ジョーダン・193                                         | 1035 3.5 V10      | G      | ティエリー・ブーツェン         |     |     | Ret  | Ret | 11  | Ret  | 12  | 11  | Ret | 13  | 9   | Ret |     |     |     |     |     | 11th | 3        |
| 1993年 | サソル・ジョーダン                                                              | ジョーダン・193                                         | 1035 3.5 V10      | G      | マルコ・アピチェラ             |     |     |      |     |     |      |     |     |     |     |     |     | Ret |     |     |     |     | 11th | 3        |
| 1993年 | サソル・ジョーダン                                                              | ジョーダン・193                                         | 1035 3.5 V10      | G      | エマニュエル・ナスペッティ     |     |     |      |     |     |      |     |     |     |     |     |     |     | Ret |     |     |     | 11th | 3        |
| 1993年 | サソル・ジョーダン                                                              | ジョーダン・193                                         | 1035 3.5 V10      | G      | エディ・アーバイン             |     |     |      |     |     |      |     |     |     |     |     |     |     |     | 6   | Ret |     | 11th | 3        |
| 1994年 | サソル・ジョーダン                                                              | ジョーダン・194                                         | 1035 3.5 V10      | G      |                                | BRA | PAC | SMR  | MON | ESP | CAN  | FRA | GBR | GER | HUN | BEL | ITA | POR | EUR | JPN | AUS |     | 5th  | 28       |
| 1994年 | サソル・ジョーダン                                                              | ジョーダン・194                                         | 1035 3.5 V10      | G      | ルーベンス・バリチェロ         | 4   | 3   | DNQ  | Ret | Ret | 7    | Ret | 4   | Ret | Ret | Ret | 4   | 4   | 12  | Ret | 4   |     | 5th  | 28       |
| 1994年 | サソル・ジョーダン                                                              | ジョーダン・194                                         | 1035 3.5 V10      | G      | エディ・アーバイン             | Ret | EX  | EX   | EX  | 6   | Ret  | Ret | DNS | Ret | Ret | 13  | Ret | 7   | 4   | 5   | Ret |     | 5th  | 28       |
| 1994年 | サソル・ジョーダン                                                              | ジョーダン・194                                         | 1035 3.5 V10      | G      | 鈴木亜久里                     |     | Ret |      |     |     |      |     |     |     |     |     |     |     |     |     |     |     | 5th  | 28       |
| 1994年 | サソル・ジョーダン                                                              | ジョーダン・194                                         | 1035 3.5 V10      | G      | アンドレア・デ・チェザリス     |     |     | Ret  | 4   |     |      |     |     |     |     |     |     |     |     |     |     |     | 5th  | 28       |
| 1995年 | フットワーク・ハート                                                            | フットワーク・FA16                                      | 830 3.0 V8        | G      |                                | BRA | ARG | SMR  | ESP | MON | CAN  | FRA | GBR | GER | HUN | BEL | ITA | POR | EUR | PAC | JPN | AUS | 8th  | 5        |
| 1995年 | フットワーク・ハート                                                            | フットワーク・FA16                                      | 830 3.0 V8        | G      | ジャンニ・モルビデリ           | Ret | Ret | 13   | 11  | 9   | 6    | 14  |     |     |     |     |     |     |     | Ret | Ret | 3   | 8th  | 5        |
| 1995年 | フットワーク・ハート                                                            | フットワーク・FA16                                      | 830 3.0 V8        | G      | マッシミリアーノ・パピス       |     |     |      |     |     |      |     | Ret | DNS | Ret | Ret | 7   | DNS | 12  |     |     |     | 8th  | 5        |
| 1995年 | フットワーク・ハート                                                            | フットワーク・FA16                                      | 830 3.0 V8        | G      | 井上隆智穂                     | Ret | Ret | Ret  | Ret | Ret | 9    | Ret | Ret | Ret | Ret | 12  | 8   | 15  | DNS | Ret | 12  | Ret | 8th  | 5        |
| 1996年 | フットワーク・ハート                                                            | フットワーク・FA17                                      | 830 3.0 V8        | G      |                                | AUS | BRA | ARG  | EUR | SMR | MON  | ESP | CAN | FRA | GBR | GER | HUN | BEL | ITA | POR | JPN |     | 9th  | 1        |
| 1996年 | フットワーク・ハート                                                            | フットワーク・FA17                                      | 830 3.0 V8        | G      | リカルド・ロセット             | 9   | Ret | Ret  | 11  | Ret | Ret  | Ret | Ret | 11  | Ret | 11  | 8   | 9   | Ret | 14  | 13  |     | 9th  | 1        |
| 1996年 | フットワーク・ハート                                                            | フットワーク・FA17                                      | 830 3.0 V8        | G      | ヨス・フェルスタッペン         | Ret | Ret | 6    | Ret | Ret | Ret  | Ret | Ret | Ret | 10  | Ret | Ret | Ret | 8   | Ret | 11  |     | 9th  | 1        |
| 1997年 | ミナルディ・チーム                                                              | ミナルディ・M197                                        | 830 3.0 V8        | B      |                                | AUS | BRA | ARG  | SMR | MON | ESP  | CAN | FRA | GBR | GER | HUN | BEL | ITA | AUT | LUX | JPN | EUR | NC   | 0        |
| 1997年 | ミナルディ・チーム                                                              | ミナルディ・M197                                        | 830 3.0 V8        | B      | 片山右京                       | Ret | 18  | Ret  | 11  | 10  | Ret  | Ret | 11  | Ret | Ret | 10  | 14  | Ret | 11  | Ret | Ret | 17  | NC   | 0        |
| 1997年 | ミナルディ・チーム                                                              | ミナルディ・M197                                        | 830 3.0 V8        | B      | ヤルノ・トゥルーリ             | 9   | 12  | 9    | DNS | Ret | 15   | Ret |     |     |     |     |     |     |     |     |     |     | NC   | 0        |
| 1997年 | ミナルディ・チーム                                                              | ミナルディ・M197                                        | 830 3.0 V8        | B      | タルソ・マルケス               |     |     |      |     |     |      |     | Ret | 10  | Ret | 12  | Ret | 14  | EX  | Ret | Ret | 15  | NC   | 0        |